# Otemna
Otémna je naselje ob severnem delu Celja.

## Prebivalstvo
Etnična sestava 1991:
- Slovenci: 85 (89,5 %)
- Hrvati: 1 (1 %)
- Neznano: 9 (9,5 %)